# Gynanisa campiona
Gynanisa campiona är en fjärilsart som beskrevs av Girard. 1882. Gynanisa campiona ingår i släktet Gynanisa och familjen påfågelsspinnare. Inga underarter finns listade i Catalogue of Life.